# Clidemia
Clidemia é um género botânico pertencente à família Melastomataceae.
Também chamada de folha de fogo no Brasil, principalmente na região do nordeste.